# Temporada 1941 de las Grandes Ligas de Béisbol
La Temporada 1941 de las Grandes Ligas de Béisbol fue disputada de abril a octubre, con 8 equipos tanto en la Liga Americana como en la Liga Nacional con cada equipo jugando un calendario de 154 partidos. 
La temporada finalizó cuando New York Yankees derrotaron en la Serie Mundial a Brooklyn Dodgers en cinco juegos, ganando así su noveno título.

## Premios y honores
- MVP
  - Joe DiMaggio, New York Yankees (AL)
  - Dolph Camilli, Brooklyn Dodgers (NL)

## Temporada Regular
| Liga Americana         | Liga Americana | Liga Americana | Liga Americana | Liga Americana | Liga Americana | Liga Americana |
| Equipo                 | V              | D              | CTE            | JD             | LOCAL          | VISITA         |
| ---------------------- | -------------- | -------------- | -------------- | -------------- | -------------- | -------------- |
| New York Yankees       | 101            | 53             | .656           | -              | 51-26          | 50-27          |
| Boston Red Sox         | 84             | 70             | .545           | 17             | 47-30          | 37-40          |
| Chicago White Sox      | 77             | 77             | .500           | 24             | 38-39          | 39-38          |
| Cleveland Indians      | 75             | 79             | .487           | 26             | 42-35          | 33-44          |
| Detroit Tigers         | 75             | 79             | .487           | 26             | 43-34          | 32-45          |
| St. Louis Browns       | 70             | 84             | .455           | 31             | 40-37          | 30-47          |
| Washington Senators    | 70             | 84             | .455           | 31             | 40-37          | 30-47          |
| Philadelphia Athletics | 64             | 90             | .416           | 37             | 36-41          | 28-49          |

| Liga Nacional         | Liga Nacional | Liga Nacional | Liga Nacional | Liga Nacional | Liga Nacional | Liga Nacional | Liga Nacional |
| Equipo                | V             | D             | CTE           | JD            | LOCAL         | VISITA        |               |
| --------------------- | ------------- | ------------- | ------------- | ------------- | ------------- | ------------- | ------------- |
| Brooklyn Dodgers      | 100           | 54            | .649          | -             | 52-25         | 48-29         |               |
| St. Louis Cardinals   | 97            | 56            | .634          | 2½            | 53-24         | 44-32         |               |
| Cincinnati Reds       | 88            | 66            | .571          | 12            | 45-34         | 43-32         |               |
| Pittsburgh Pirates    | 81            | 73            | .526          | 19            | 45-32         | 36-41         |               |
| New York Giants       | 74            | 79            | .484          | 25½           | 38-39         | 36-40         |               |
| Chicago Cubs          | 70            | 84            | .455          | 30            | 38-39         | 32-45         |               |
| Boston Braves         | 62            | 92            | .403          | 38            | 32-44         | 30-48         |               |
| Philadelphia Phillies | 43            | 111           | .279          | 57            | 23-52         | 20-59         |               |

## Postemporada
AL New York Yankees (4) vs. NL Brooklyn Dodgers (1)
|                                        |
| Campeón New York Yankees Noveno Título |

## Líderes de la liga

### Liga Americana
Líderes de Bateo 
| Categoría           | Jugador      | Equipo | Marca |
| ------------------- | ------------ | ------ | ----- |
| Porcentaje de bateo | Ted Williams | BOS    | .406  |
| Cuadrangulares      | Ted Williams | BOS    | 37    |
| Carreras Impulsadas | Joe DiMaggio | NYY    | 125   |
| Carreras Anotadas   | Ted Williams | BOS    | 135   |
| Hits                | Cecil Travis | WSH    | 218   |
| Robo de Bases       | George Case  | WSH    | 33    |

Líderes de Pitcheo 
| Categoría         | Jugador       | Equipo | Marca |
| ----------------- | ------------- | ------ | ----- |
| Victorias         | Bob Feller    | CLE    | 25    |
| Derrotas          | Bobo Newsom   | DET    | 20    |
| ERA               | Thornton Lee  | CHW    | 2.37  |
| Ponches           | Bob Feller    | CLE    | 260   |
| Entradas Lanzadas | Bob Feller    | CLE    | 343   |
| Juegos salvados   | Johnny Murphy | NYY    | 15    |

### Liga Nacional
Líderes de Bateo 
| Categoría           | Jugador        | Equipo | Marca |
| ------------------- | -------------- | ------ | ----- |
| Porcentaje de bateo | Pete Reiser    | BRO    | .343  |
| Cuadrangulares      | Dolph Camilli  | BRO    | 34    |
| Carreras Impulsadas | Dolph Camilli  | BRO    | 120   |
| Carreras Anotadas   | Pete Reiser    | BRO    | 117   |
| Hits                | Stan Hack      | CHC    | 186   |
| Robo de Bases       | Danny Murtaugh | PHI    | 18    |

Líderes de Pitcheo 
| Categoría         | Jugador                | Equipo | Marca |
| ----------------- | ---------------------- | ------ | ----- |
| Victorias         | Kirby Higbe Whit Wyatt | BRO    | 22    |
| Derrotas          | Rip Sewell             | PHI    | 17    |
| ERA               | Elmer Riddle           | STL    | 2.24  |
| Ponches           | Johnny Vander Meer     | CIN    | 202   |
| Entradas Lanzadas | Bucky Walters          | CIN    | 302   |
| Juegos salvados   | Jumbo Brown            | SFG    | 8     |